# El Dorado Springs
El Dorado Springs ist eine Kleinstadt im Cedar County des US-Bundesstaates Missouri in den Vereinigten Staaten. Das U.S. Census Bureau hat bei der Volkszählung 2020 eine Einwohnerzahl von 3493 ermittelt. Ihr Name wird meist zu El Dorado abgekürzt.

## Geographie
Die Stadt liegt am Ost-West verlaufenden U.S. Highway 54, in der nordwestlichen Ecke des  Cedar County, im Südwesten von Missouri, in direkter Nachbarschaft zum St. Clair County und dem Vernon County. Sie hat eine Fläche von 8 km², wovon 0,025 km² Wasserfläche ist. Die Entfernung zu Springfield im Südosten beträgt etwa 110 km und zu Kansas City im Nordwesten etwa 160 km.

## Geschichte
Die Stadt wurde 1881 von den Brüdern Nathaniel und Waldo Cruce gegründet. Diese fanden heraus, dass das Wasser einer lokalen Quelle einen hohen Mineralgehalt hatte und sich als medizinisch wertvoll vermarkten ließ. Benannt wurde die Stadt eben nach dieser Quelle, die seither als Heilquelle bekannt ist und Touristen sowie Heilungssuchende anzieht.
Alljährliche Tradition ist das Founder's Day Picnic, das seit der Stadtgründung gefeiert wird. Mittlerweile auf eine drei Nächte dauernde Party ausgedehnt, zieht es jährlich tausende Besucher an. Die seit über 100 Jahren ununterbrochen bestehende Stadtkapelle ist eine der ältesten der Vereinigten Staaten und tritt auch heute noch in den Sommermonaten Juni, Juli und August jedes Wochenende auf, sowie zu besonderen Veranstaltungen.

## Demografische Daten
Nach der Volkszählung im Jahr 2000 lebten hier 3775 Menschen in 1654 Haushalten und 984 Familien. Die Bevölkerungsdichte betrug 473 Einwohner pro km². Ethnisch betrachtet setzte sich die Bevölkerung zusammen aus 96,37 % weißer Bevölkerung, 0,11 % Afroamerikanern, 0,98 % amerikanischen Ureinwohnern, 0,37 % Asiaten, 0,11 % Bewohnern aus dem pazifischen Inselraum und 0,64 % aus anderen ethnischen Gruppen; etwa 1,43 % gaben gemischte Abstammung an. 1,35 % der Bevölkerung waren spanischer oder lateinamerikanischer Abstammung.
Von den 1654 Haushalten hatten 28,1 % Kinder unter 18 Jahre, die im Haushalt lebten. 44,1 % davon waren verheiratete, zusammenlebende Paare. 11,8 % waren allein erziehende Mütter und 40,5 % waren keine Familien. 36,4 % aller Haushalte waren Singlehaushalte und in 20,1 % lebten Menschen, die 65 Jahre oder älter waren. Die Durchschnittshaushaltsgröße betrug 2,21 und die durchschnittliche Größe einer Familie belief sich auf 2,86 Personen.
23,7 % der Bevölkerung waren unter 18 Jahre alt, 8,5 % von 18 bis 24, 24,2 % von 25 bis 44, 19,3 % von 45 bis 64, und 24,4 % die 65 Jahre oder älter waren. Das Durchschnittsalter war 40 Jahre. Auf 100 weibliche Personen aller Altersgruppen kamen 84,8 männliche Personen. Auf 100 Frauen im Alter von 18 Jahren und darüber kamen 79,0 Männer.
Das jährliche Durchschnittseinkommen eines Haushalts betrug 20.789 US-$, das Durchschnittseinkommen einer Familie 26.366 $. Männer hatten ein Durchschnittseinkommen von 23.109 $ gegenüber den Frauen mit 15.197 $. Das Prokopfeinkommen betrug 12.575 $. 24,9 % der Bevölkerung und 18,7 % der Familien lebten unterhalb der Armutsgrenze. Davon waren 42,7 % Kinder und Jugendliche unter 18 Jahren und 16,5 % waren 65 oder älter.